# Тазеева, Миннесагира Тазеевна
Миннесагира Тазеевна Тазеева (род. 1936) — новатор в сельском хозяйстве, зоотехник. Герой Социалистического Труда.

## Биография
Родилась 6 августа 1936 года в деревне Кузкеево Мензелинского района Татарской АССР.
Окончила Мензелинский сельскохозяйственный техникум (1973).
С 1953 — телятница, с 1955 — доярка совхоза «Татарстан», с 1972 — зоотехник, заведующая кормовой лабораторией, с 1978 — начальник участка.
В 1989—1991 годах — зоотехник свинокомплекса, совхоза «Сосновоборский» Тукаевского района.
Коллектив репродуктивного участка, возглавляемый Тазеевой, выполнил план 11-й пятилетки (1981—1985) по валовому производству мяса в июле 1984 года (113 %). Только за 1986—1989 получено валовых привесов 43 780 ц (118,0 %) и 124,4 тыс. голов поросят (106,1 %).
В настоящее время находится на пенсии и проживает в Тукаевском районе Татарстана.

## Награды и звания
- Звание Герой Социалистического Труда присвоено за выдающиеся успехи, достигнутые в развитии сельскохозяйственного производства и выполнения пятилетнего плана продажи государству продуктов земледелия и животноводства (1971).
- Заслуженный животновод Татарской АССР (1985).
- Награждена орденом Ленина, золотой и бронзовой медалями ВДНХ СССР.

## Память
Занесена в республиканскую ленинскую юбилейную Книгу трудовой славы (1970), Книгу почёта в честь 40-летия Победы 1941—1945 гг. (1985).